# 大阳镇 (临汾市)
大阳镇，是中华人民共和国山西省临汾市尧都区下辖的一个乡镇级行政单位。

## 行政区划
大阳镇下辖以下地区：
大阳村、孝养村、坡子村、王雅村、大堡村、东堡村、靳里村、靳里沟村、陈埝村、合里庄村、上陈村、古贤村、老母村、兰里村、官雀村、北递村、上阳村、西河堤村、贤庄村、东河堤村、郭行村、上村、岳比村、内鼻村、太平村、李家庄村、张家庄村、北郊村、下马庄村、郑家庄村、南郊村、乔村、张村和递庄村。